# Zandstruisgras
Zandstruisgras of heidestruisgras (Agrostis vinealis) is een vaste plant uit het geslacht struisgras (Agrostis). De soort staat op de Nederlandse Rode lijst van planten als algemeen voorkomend en stabiel of genomen.

## Determinatie
De plant wordt 10–60 cm hoog en vormt lange wortelstokken met strokleurige schubben. De bloeistengels staan rechtop. De vlakke, ruwe bladschijf is 2–15 cm lang en 1–3 mm breed. Vaak zijn de bladeren echter ingerold. De bladschede is onbehaard. Het spitse tot driehoekige tongetje van het bovenste blad is 1–5 mm lang en 1–5 mm breed.
Zandstruisgras bloeit van juni tot en met augustus. De 2–20 cm lange, roodpurperen bloeiwijze is een pluim. Het 2–3,3 mm lange, elliptische aartje heeft een draadvormige steel. De aartjes hebben één, tweeslachtige bloem. Het onderste kroonkafje (lemma) is 1,5–2,5. mm lang en heeft een 2–4,5 mm lange kafnaald. Het bovenste, doorzichtige kroonkafje (palea) is 0,5 mm lang, maar ontbreekt vaak. De drie helmknoppen zijn 1–1,5 mm lang. De bloem heeft twee stempels.
De 1–1,2 mm lange vrucht, zaad genoemd, is een graanvrucht.
Het aantal chromosomen 2n = 28.

## Ecologie
Zandstruisgras komt vooral voor op droge, zure tot zwak zure, oligotrofe tot mesotrofe standplaatsen in de volle zon tot in de halfschaduw. De soort wordt vooral aangetroffen in heiden, zandverstuivingen, bermen, verlaten akkers en op kapvlakten.

### Syntaxonomie
Zandstruisgras is een indicatorsoort voor struisgrasvegetaties (ha) subtype Buntgrasverbond, een karteringseenheid in de Biologische Waarderingskaart (BWK) van Vlaanderen en het Brussels Hoofdstedelijk Gewest.

## Verspreiding
Het natuurlijke verspreidingsgebied van zandstruisgras is disjunct maar zeer groot. In Europa is de soort in bijna alle landen te vinden; ze ontbreekt in IJsland, Spitsbergen, Finland, het Iberisch Schiereiland, Italië, Bulgarije en Cyprus. In Azië kent de soort eveneens een zeer wijde verspreiding maar ontbreekt in Zuidoost-Azië, het Arabisch Schiereiland, Turkmenistan, Sri Lanka en delen van China. Voorts vallen in Noord-Amerika nog delen van Alaska en Groenland in natuurlijke verspreidingsgebied en in Noord-Afrika nog Marokko, Algerije en Tunesië.
In Nederland komt zandstruisgras hoofdzakelijk voor in het westen, midden en oosten van het land op open, kalkhoudende zandgrond in duinen en heidevelden.

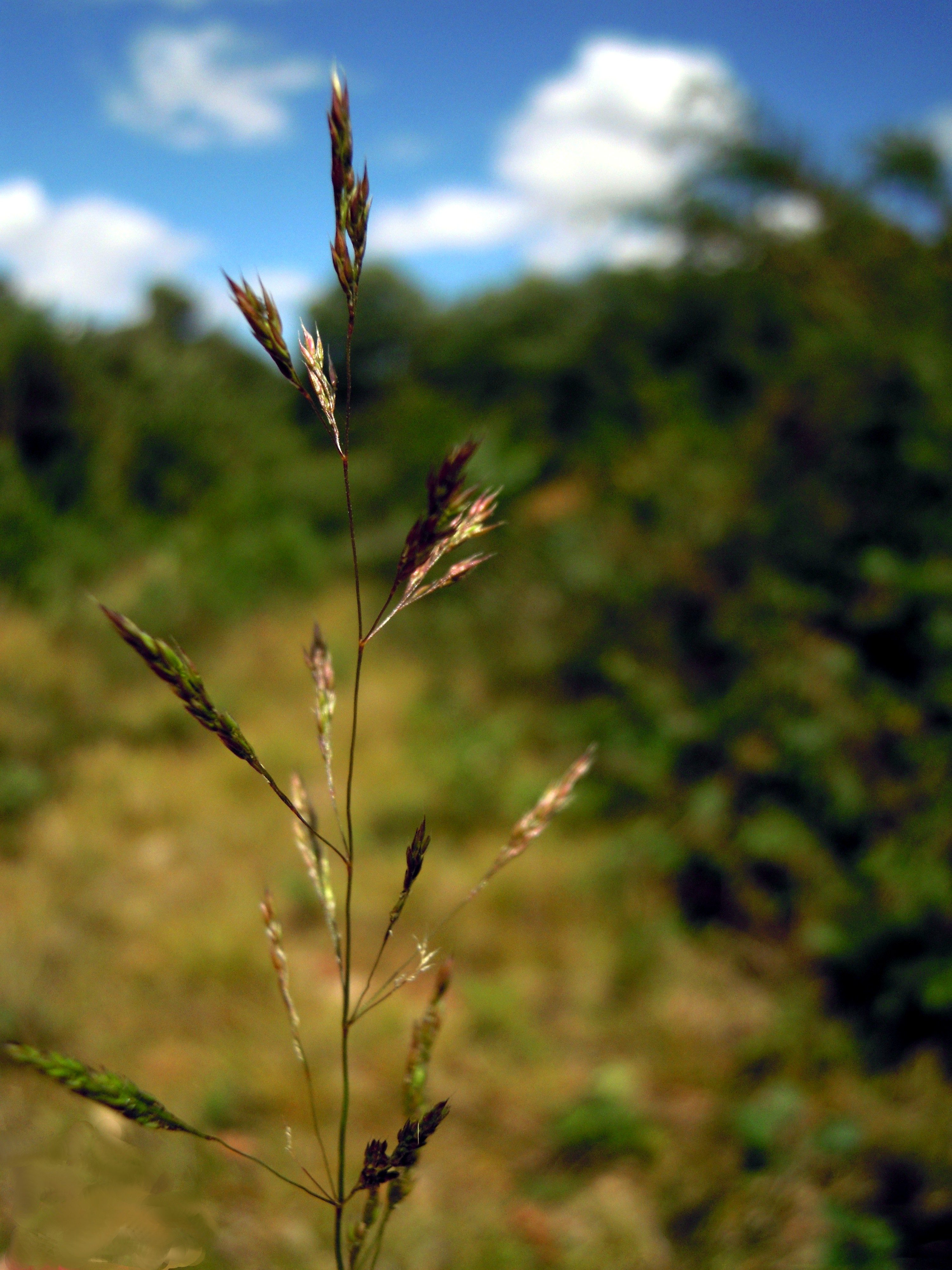
Pluim
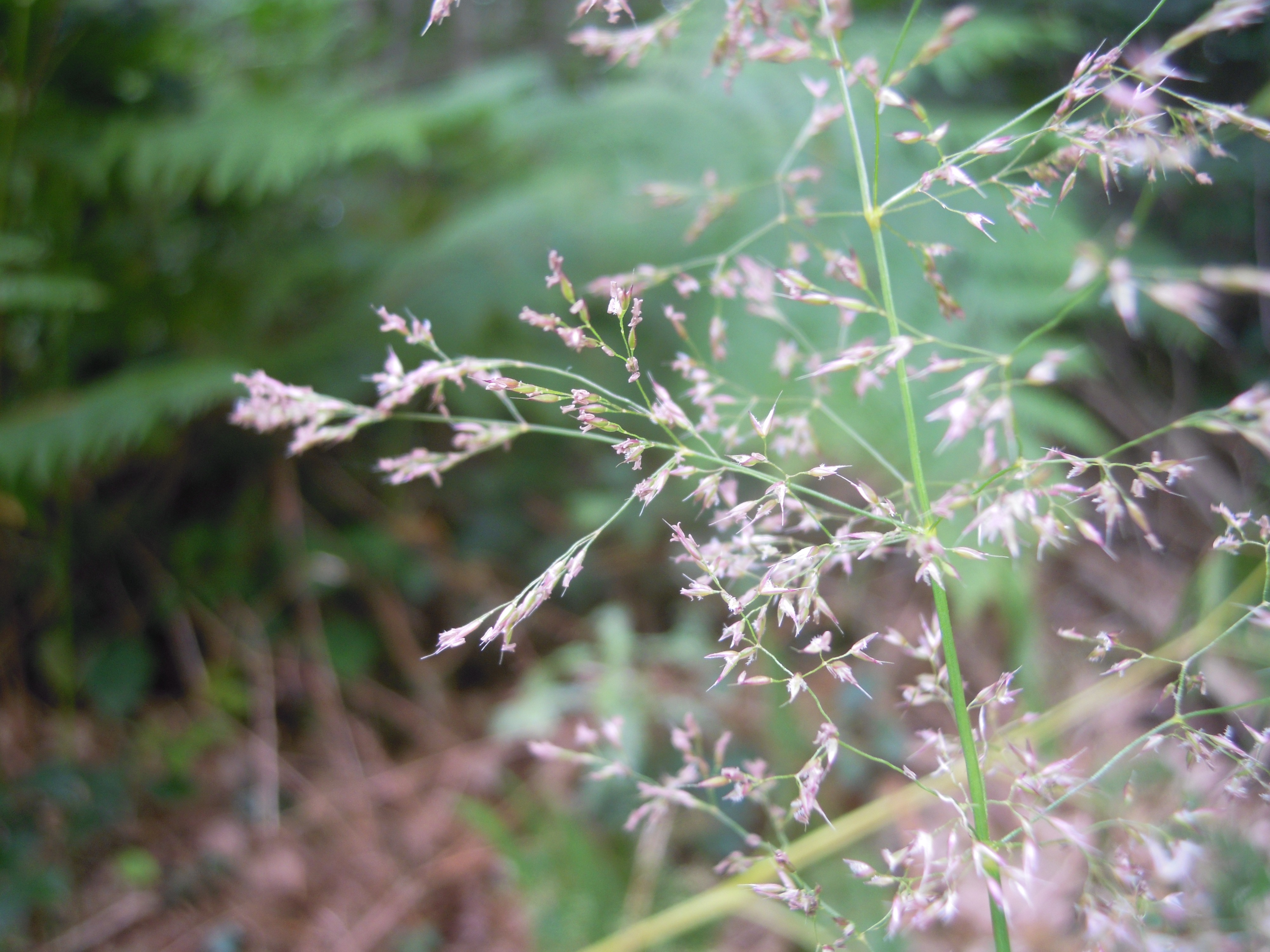
Bloeiende pluim
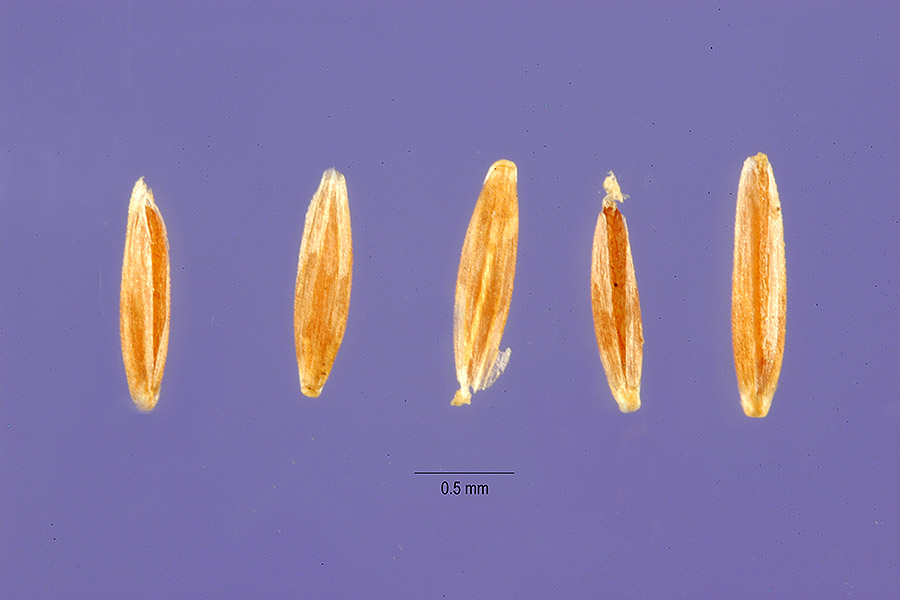
Vruchten (zaden)